# Stazione di Portici Bellavista
Stazione di Portici Bellavista vasútállomás Olaszországban, Portici településen.

## Vasútvonalak
Az állomást az alábbi vasútvonalak érintik:
- Napoli-Pompei-Poggiomarino-vasútvonal

## Kapcsolódó állomások
A vasútállomáshoz az alábbi állomások vannak a legközelebb:
- Stazione di San Giorgio Cavalli di Bronzo (Stazione di Napoli Porta Nolana, Napoli-Pompei-Poggiomarino-vasútvonal)
- Stazione di Portici Via Libertà (Stazione di Poggiomarino, Napoli-Pompei-Poggiomarino-vasútvonal)